# Mussotto d'Alba
Mussotto d'Alba o semplicemente Mussotto (Mussòt in piemontese) è una frazione del comune di Alba in provincia di Cuneo.
Insieme alla frazioni di Biglini e di Scaparone, la frazione di Mussotto fa parte di quel territorio del comune di Alba posto alla sinistra orografica del fiume Tanaro.
Questo territorio al di là del fiume fa parte dell'area geografica detta Roero.
Essa ha circa 2 176 abitanti (3500 con l'agglomerato urbano). Mussotto dista 1,1 km dal concentrico.

## Storia locale
Certi studi assicurano che Mussotto era attraversata da un fiume, si è sicuro su questo perché si sono trovati resti di un porto fluviale, di sicuro su Mussotto si sa che un tempo non si chiamava così; il nome di Mussotto deriva da una famiglia nobile di nome Musso.

## Ambiente naturale
Mussotto nasce sulla vallata sinistra del fiume Tanaro ed è attraversata da un suo affluente, il torrente Riddone. Circondata da colline e vigneti che creano un paesaggio molto suggestivo e da una delle frazioni di Guarene, Racca.

## Attività
Mussotto è sede di molte attività e servizi di cui la maggior parte si trovano tra il Big Store e la stazione ferroviaria: risiede dal 1876 la Fornace Casetta, alcune falegnamerie, il nuovo centro commerciale Big Store, alcune concessionarie di automobili, l'azienda Relanghe che produce torrone, l'azienda agricola Prunotto Mariangela produttrice di confetture e specialità in vasetto, l’Azienda Agricola f.lli Molino (ora Corilverde) produttrice di prato a rotoli e prodotti a base di nocciole, il magazzino edile Mollo e altri diversi negozi (Albalux Lampadari). In estate/autunno si pratica la vendemmia e la raccolta delle nocciole.

## Vita sociale

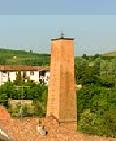
La ciminiera costruita alla fine Ottocento,
della Fornace Eugenio Casetta

La Parrocchia di Mussotto consta circa 2000 anime. Nel 2009 è stata inaugurata una nuova chiesa, che sostituisce quella vecchia, ormai diventata un santuario dove all'interno è possibile ammirare un organo a canne Mascioni e, grazie all'Associazione Corale Intonando, vengono effettuati concenti di musica corale e musica classica. Nella chiesa nuova sono presenti vari quadri di Arcabas. La nuova parrocchia insieme al circolo Acli rappresenta il centro di aggregazione principale degli abitanti. Il gruppo sportivo del quartiere è il G.S. Koala.

## Curiosità
- A Mussotto è stata fondata e funziona tuttora la Fornace Eugenio Casetta, fondata nel 1876.
- Mussotto ha un cimitero, fatto costruire sotto l'egida dell'allora dirigente della Fornace Casetta, Eugenio Casetta, figlio della fondatrice.
- In Corso Bra, davanti alla stazione ferroviaria, c'è un Platano pluricentenario.
- Nella piazza del Santuario Natività di Maria Santissima (vecchia chiesa) sorge la Casa Opere Parrocchiali realizzata negli anni '60 con il contributo di tutti i parrocchiani. Fu inaugurata il 5 giugno 1966
- Mussotto è divisa in 4 borghi denominati Prarolo (zona Santuario), Sarda (corso Bra), Aurora (corso Canale fino a zona nuova chiesa) e Borghino (zona sull'omonima collina che si erge ad ovest della frazione).
- Le maschere carnevalesche sono: Monsù Prareu (Signor Prarolo) e Madama Sarda (Signora Sarda)